# 溪口水库 (临海)
溪口水库是中国浙江省台州市临海市境内的一座水库，位于灵江支流龙溪上，建于1973年。水库正常库容为2100万立方米，集雨面积为12平方千米，海拔为25米。